# 下山口站
下山口站（日语：／ Shimo-yamaguchi eki */?）是一個位於埼玉縣所澤市山口，屬於西武鐵道狹山線的鐵路車站。車站編號是SI40。

## 車站構造
島式月台1面2線的地面車站。站舍設於月台近西武球場前軌道北側，並在月台設置了2座跨線天橋。近西武球場前端設置的跨線橋是樓梯式，月台中央設置的跨線橋是升降機專用。
廁所設於站舍閘內，作為通用設計的一環併設多機能廁所。

### 月台配置
| 月台 | 路線   | 方向 | 目的地                               | 備註          |
| ---- | ------ | ---- | ------------------------------------ | ------------- |
| 1    | 狹山線 | 下行 | 往西武球場前                         | 一部分2號月台 |
| 2    | 狹山線 | 上行 | 西所澤、所澤、池袋、新木場、橫濱方向 |               |

## 使用情況
2016年度1日平均上下車人次為8,289人，西武鐵道全部92個車站當中排行第71位，而且每年都有微減傾向。
近年1日平均上下車人次以及上車人次的推移如下表。
| 年度               | 1日平均 上下車人次 | 1日平均 上車人次 |
| ------------------ | ------------------ | ---------------- |
| 2003年（平成15年） | 9,526              |                  |
| 2004年（平成16年） | 9,446              |                  |
| 2005年（平成17年） | 9,318              |                  |
| 2006年（平成18年） | 9,347              |                  |
| 2007年（平成19年） | 9,266              |                  |
| 2008年（平成20年） | 9,097              |                  |
| 2009年（平成21年） | 8,902              |                  |
| 2010年（平成22年） | 8,668              |                  |
| 2011年（平成23年） | 8,632              |                  |
| 2012年（平成24年） | 8,517              |                  |
| 2013年（平成25年） | 8,423              |                  |
| 2014年（平成26年） | 8,203              |                  |
| 2015年（平成27年） | 8,378              |                  |
| 2016年（平成28年） | 8,289              |                  |

## 相鄰車站
西武鐵道
 狭山線
■急行、■快速、■準急、■各站停車（急行與快速只限舉辦棒球比賽時運行） 
西所澤（SI18）－下山口（SI40）－西武球場前（SI41）

## 延伸閱讀
- 『鉄道ピクトリアル』 鉄道図書刊行会
  - 青木栄一 「西武鉄道のあゆみ - その路線網の拡大と地域開発」 1992年5月（通巻560）号 pp.97 - 115
  - 小松丘 「西武鉄道の『廃』をさぐる」 2002年4月（通巻716）号 pp.147 - 159

## 外部連結
- 下山口 - 西武鐵道